# F-130 NG
De F-130NG of Fokker 130 NG is een ontwerp uit 2015 voor een tweemotorig passagiersvliegtuig op basis van het ontwerp van de Fokker 100. Het toestel werd voorgesteld door Netherlands Aircraft Company (NAC), een bedrijf dat werd opgericht door Jaap Rosen Jacobson met het oorspronkelijke doel om de productie van Fokker 70s en Fokker 100s te herstarten na het faillissement van de oorspronkelijke vliegtuigbouwer Fokker Aircraft. De F-130NG zou plaats moeten bieden aan 130 tot 138 passagiers. Het ontwerp voorzag in een nieuw interieur, verbeterde elektronica, een fly-by-wire-besturingssysteem, winglet en twee Pratt & Whitney PurePower PW1717G-motoren.
De F-130NG was geen geheel nieuw idee. In 2010 werden plannen gepresenteerd voor een toestel voor 120 tot 125 passagiers. Dat toestel zou de Fokker 120 NG gaan heten.  Wegens gewijzigde marktomstandigheden werd dat toestel verlengd en aangepast, wat resulteerde in het ontwerp voor de F-130NG. Beide vliegtuigen zijn nooit ontwikkeld.

## Geschiedenis

### Voorgeschiedenis
Het oorspronkelijke doel van Rekkof Aircraft, later Next Generation Aircraft, Netherlands Aircraft Company (NAC) en Fokker Next Gen, was om Fokker 70s en Fokker 100s ongewijzigd weer in productie te brengen na het faillissement van de oorspronkelijke bouwer Fokker Aircraft in 1996. Daartoe werden mallen gekocht, wist oprichter Rosen Jacobson de hand te leggen op intellectueel eigendom en nam hij enkele roerende goederen over op Schiphol-Oost. In een latere fase werd besloten om de toestellen op verschillende punten te verbeteren. Bij voldoende vraag zou naast een "Next Generation"-versie van de Fokker 70 ook een verbeterde versie van de Fokker 100 gemaakt worden.
In 2010 presenteerde het bedrijf de Fokker 100 NG. Het ministerie van Economische Zaken stelde een krediet van € 20 mln beschikbaar, van de benodigde € 100 mln. In 2007 was al een klant gevonden in Premion, een bedrijf dat adviseert bij financieringen in de luchtvaart en dat zelf vliegtuigen wilde aankopen en exploiteren. Wegens gebrek aan financiering kon de levering uiteindelijk niet doorgaan. Al in 2011 werd er een prototype aangekondigd van een nieuw vliegtuig, met een capaciteit van 120 passagiers. Volgens NAC zou de F-120NG 50% minder brandstof per stoel verbruiken dan de oorspronkelijke Fokker 100. Ook deze Fokker 120 NG werd niet geproduceerd.

### Fokker 130 NG
In 2015 werd een verlengde versie aangekondigd, de Fokker 130 NG. In 2016 werd een presentatie gehouden voor financiers. Er werd een bedrijfsplan getoond en de wijzigingen ten opzichte van eerdere ontwerpen. Hierna bleef het stil rondom de plannen. In 2023 werden nieuwe plannen aangekondigd, maar nu voor de ontwikkeling van een vliegtuig op waterstof. De ontwikkeling van de Fokker 130 NG leek hiermee te zijn stopgezet.